# 香港國際茶展
香港國際茶展（英語：HKTDC Hong Kong International Tea Fair），由香港貿易發展局主辦，首辦於2009年，是亞洲最大型茶類展覽之一。香港國際茶展於每年8月在香港會議展覽中心舉行，是香港每年夏天的一項盛事。香港美食博覽和國際現代化中醫藥及健康產品展覽會暨會議亦同期舉行。